# Anna Solà Sardans
Anna Solà Sardans (Manresa, 1 de noviembre de 1918–Torredembarra, 21 de enero del 2004) fue una activista política española, represaliada por el franquismo.

## Biografía
Nacida en el seno de una familia progresista, su padre, Josep Solà Franquesa, había nacido en Artés y trabajaba de maestro carpintero; la madre, Francesca Sardans Vinyas, era ama de casa y había nacido en Sampedor; también tenía una hermana quince años mayor que trabajaba de sastra. Desde muy joven los ideales familiares la hicieron participar en las actividades sociales y políticas del momento. Estudió contabilidad, francés y taquimecanografia; también aprendió a tocar el piano, era fotógrafa aficionada y esperantista.

## Guerra Civil
El 15 de julio de 1937, en plena Guerra Civil, con dieciocho años de edad, entró a trabajar de auxiliar administrativa a las oficinas de la Delegación de Economía, Transporte y Obras Públicas de la Generalidad de Cataluña en Manresa, que estaba al mando de Joan Comorera y Soler. Pronto asumió responsabilidades de secretaria de los diferentes jefes que se fueron sucediendo a medida que se incorporaban al frente: Josep Rucosa Vila, Gerónimo Sáez Martínez, Pedro Romero y Juan Dueso Fernández.
Militante del joven Partido Socialista Unificado de Cataluña (PSUC), participó en manifestaciones y mítines en pueblos de su comarca, como Callús y el Puente de Vilomara.
Desde el secretariado de propaganda de la organización Unión de Mujeres Antifascistas participó activamente en la organización de ayudas a los soldados del frente, los heridos, las colonias de niños y los refugiados; también colaboró con la organización Socorro Rojo Internacional e hizo activismo en prensa y radio. Publicaba asiduamente en los diarios El Día de Manresa y en el de la UGT.
En nombre de La Unión de Mujeres de Cataluña el 18 de abril de 1938, en plena guerra, hace un llamamiento a todas las manresanas antifascistas, fuesen o no de algún partido o sindicato, a trabajar conjuntamente para ayudar materialmente y moralmente a los combatientes. El artículo, publicado en el diario El Día, fue una de las pruebas más contundentes en el consejo de guerra al que fue sometida y en la solicitud de pena de muerte.

## Final de la Guerra civil

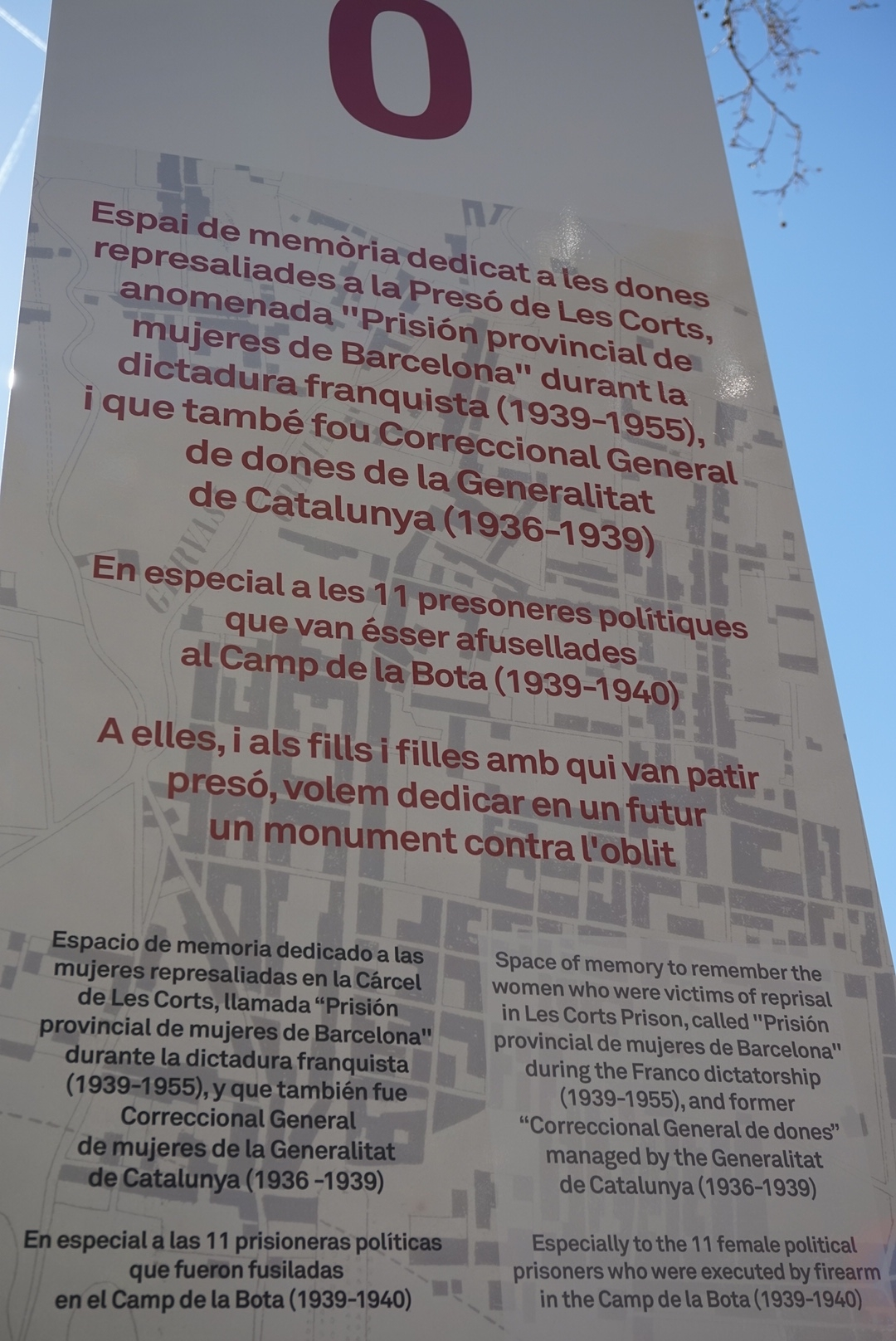
Memorial en la prisión de Mujeres de Les Corts, de Barcelona

En enero de 1939 se clausuran las oficinas de la Delegación de la Generalitat en Manresa. Muchos republicanos marchan al exilio, pero Anna se quedó. El día antes de que entraran las tropas franquistas en Manresa, el 23 de enero de 1939, sale hacia Vich, donde tiene familia, pero vuelve a Manresa el 5 de abril; cinco días más tarde es denunciada, detenida e ingresada en prisión. El 29 de mayo es sometida a un consejo de guerra junto con dieciséis personas más, entre ellas la también manresana Assumpció Solà Casas, de ideología libertaria.
Acusada de “rebelión militar” y de “propagandista roja separatista”, el fiscal Emilio Rodríguez López pide para ella la pena de muerte, presentando como prueba un recorte del diario El Día en el que Anna había escrito una proclama citando un discurso del presidente Lluís Companys y pidiendo ayuda para los combatientes. El abogado defensor, sin embargo, consigue para ella la "pena inmediatamente inferior a la pena de muerte". Es condenada a veinte años y un día. Cumple la condena en la prisión de Manresa y en la Provincial de Mujeres de Barcelona (prisión de Mujeres de las Corts).

## Posguerra
Finalmente la pena le fue conmutada a 6 años y un día. Con indultos y la redención de pena por el trabajo obtuvo la libertad provisional el 5 de julio de 1941, habiendo cumplido 2 años, 5 meses y 27 días. La libertad definitiva llegó el 8 de octubre de 1945.
El retorno a Manresa no fue fácil. Las condiciones laborales para los represaliados del franquismo eran muy duras y a ello se sumaban las vejaciones y las presiones de una dictadura. Se casó con Josep Batalla Salvat, exteniente republicano, que estuvo prisionero en los campos de concentración de Argelers (Francia) y de Orduña (País Vasco). Posteriormente fue condenado a 30 años de prisión, de los cuales  pasó 7 en la prisión Modelo de Barcelona. Murió el 27 de diciembre de 1985. Jamás renunciaron a sus ideales. 
Anna murió el 21 de enero de 2004 en Torredembarra.

## Memoria histórica
El 2015 Memoria.cat publicó 28 fotografías inéditas que Francisco Boix, conocido como el fotógrafo de Mauthausen, había tomado en Manresa durante la Guerra Civil. Las fotografías proceden del fondo de 1400 negativos que la Comisión de la Dignidad compró en una subasta sin saber quién era el autor. Posteriormente se supo que se trataba de Francesc Boix. En cinco de estas fotografías aparece Anna Solà Sardans en un acto para recaudar fondos para los soldados republicanos.
El 8 de marzo de 2018, el Consejo Municipal de la mujer de Manresa propuso los nombres de tres manresanas para futuras calles de aquella ciudad; una de ellas era Anna Solà Sardans.